# Pancheria hirsuta
Pancheria hirsuta är en tvåhjärtbladig växtart som beskrevs av Eugène Vieillard och Renato Pampanini. Pancheria hirsuta ingår i släktet Pancheria och familjen Cunoniaceae. Inga underarter finns listade i Catalogue of Life.